# Volksgeist

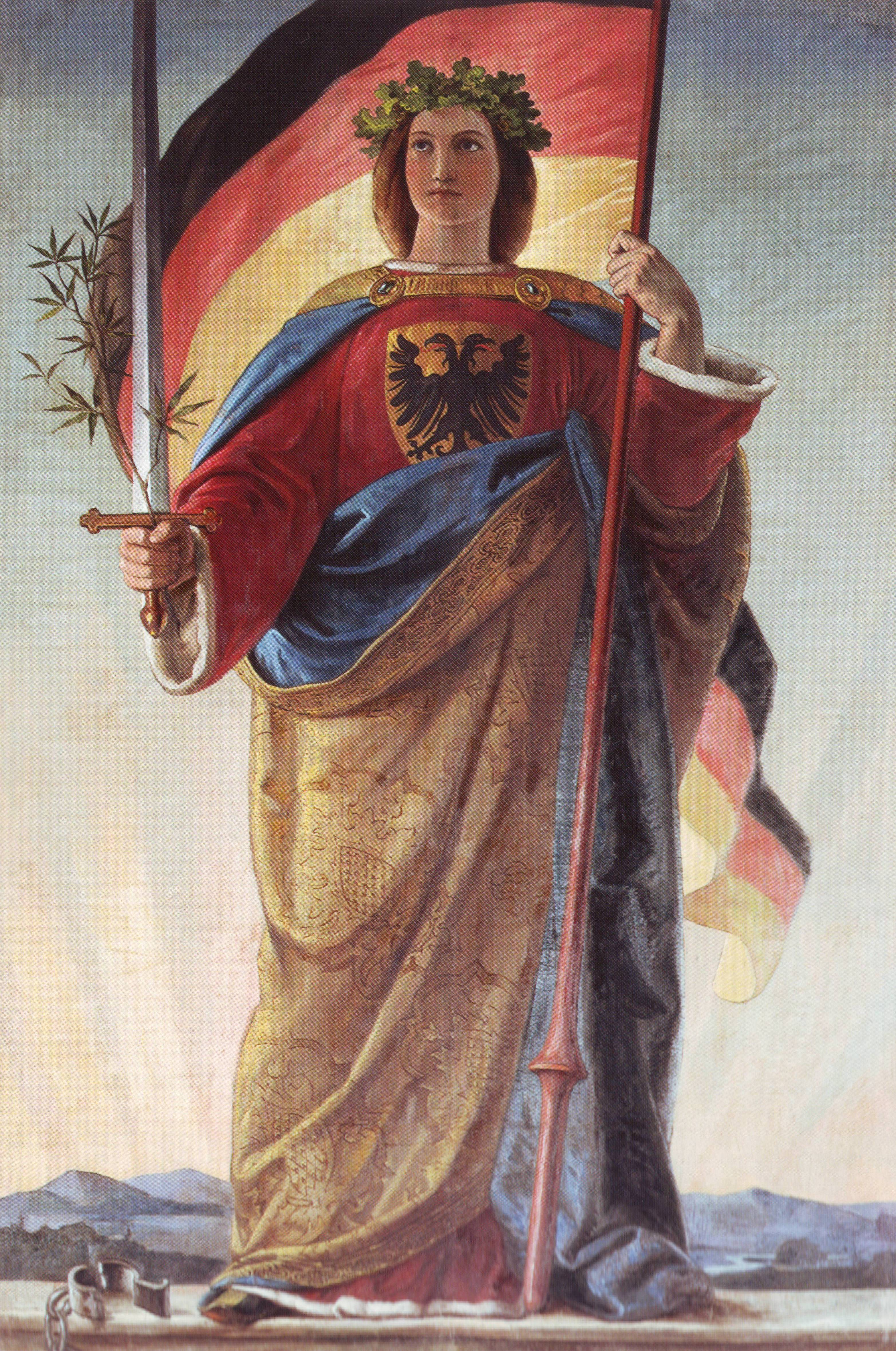
Germania, la représentation de "l'esprit du peuple" allemand."Germania", Philipp Veit, 1848

Le Volksgeist [ˈfɔlksˌɡaɪ̯st] est un terme allemand (de Volk, le peuple et Geist, l'esprit) utilisé en français qui se traduit par « l'esprit du peuple » ou le « génie du peuple ».

## Définition
Le concept de Volksgeist, c'est-à-dire de génie national ou l'esprit de la nation, fait son apparition en 1774, dans le livre de Herder, Une autre philosophie de l'histoire[Information douteuse]. Radicalisant la thèse de Montesquieu dans, De l'esprit des lois, Herder affirme que toutes les nations de la terre ont un mode d'être unique et irremplaçable. 
L'idée originale de Herder est universelle et n'est, originellement, pas l'apanage du peuple allemand.
Il faut attendre le XIXe siècle pour voir ce concept retravaillé en actuelle Allemagne avant la fédération de la nation. Il est mis au point par un certain nombre d'intellectuels nationalistes allemands dont le juriste Friedrich Carl von Savigny et le philosophe Johann Gottlieb Fichte. Ils avancent que le peuple allemand est habité inconsciemment par un instinct naturel et populaire : le Volksgeist. Les individus l'ont en eux ou non, on ne le choisit pas. 
Les auteurs de cette conception bioculturelle (un fait culturel découle d'un fait biologique) ne s'accordent pas sur le mode d'acquisition du Volksgeist :
- certains le voient par le sang ;
- d'autres par la pratique de la langue allemande ;
- d'autres encore par le sol de naissance ou de résidence ;

Ainsi, Fichte écrit dans son 8e discours à la nation allemande :

« Pour les ancêtres germains, la liberté consistait à rester Allemands, (…) C'est à eux, à leur langue et à leur manière de penser que nous sommes redevables, nous, les plus directs héritiers de leur sol, d'être encore des Allemands (…) C'est à eux que nous sommes redevables de tout notre passé national et, s'il n'en est pas fini de nous, tant qu'il restera dans nos veines une dernière goutte de leur sang, c'est à eux que nous devrons tout ce que nous serons à l'avenir »

— Fichte, Discours à la nation allemande, 8e discours, 1807-1808

## Contexte historique
À l'époque la nation allemande n'est pas encore constituée et le territoire de la future Allemagne est fractionné en une multitude de petits royaumes. Les romantiques partisans d'une unité allemande invitent alors le peuple allemand à se reconnaitre.